# Carpinus schuschaensis
Carpinus schuschaensis là một loài thực vật có hoa trong họ Betulaceae. Loài này được H.J.P.Winkl. mô tả khoa học đầu tiên năm 1904.